# Eddy megye (Új-Mexikó)
Eddy megye az Amerikai Egyesült Államokban, azon belül Új-Mexikó államban található. Megyeszékhelye és legnagyobb városa Carlsbad. Lakosainak száma 62 314 fő (2020. április 1.). Eddy megye Chaves, Culberson, Otero, Lea, Loving és Reeves megyékkel határos.

## Népesség
A megye népességének változása:
| Lakosok száma | 53 904 | 54 031 | 54 435 | 55 471 | 57 578 | 62 314 |
|               | 2010   | 2011   | 2012   | 2013   | 2015   | 2020   |